# 釣りスピリッツ
『釣りスピリッツ』（つりスピリッツ）は、バンダイナムコゲームス（後のバンダイナムコエンターテインメント）が2012年11月に稼働開始した魚釣り体験メダルゲームである。2019年7月25日にはNintendo Switch版も発売された。

## ゲーム内容
大型モニター2枚をつなげたステージ内に泳ぐ魚を、釣り竿型コントローラー「サオコン」を使って釣り上げる体感型メダルゲームで、ロッドの使い分けや、大物を弱らせるウルトラ必殺技といった要素がある。バージョンアップによりステージや登場する魚の種類が随時追加されており、稼働当初の50種類から現在では約200種類に増えている。
基本メダルゲームだが、100円投入口もあり、コインプレーも可能。また初めからメダル投入口を塞いでコインプレーのみ行っている店舗もある。
2022年12月にメジャーバージョンアップを行い、タイトルが『釣りスピリッツ シンカー』に刷新された。
2025年3月18日に2回目のメジャーバージョンアップを行い、タイトルが『釣りスピリッツ ワンダー』に刷新された。

## 派生機種
釣りアドベンチャー
2015年7月、ハウステンボス用アトラクションとして稼働。約520インチ（6.5m × 11.5m）の巨大スクリーン、24人用。
ナジャヴの爆釣りスピリッツ
2015年12月、ナムコ・ナンジャタウン用アトラクションとして稼働。縦置き大型スクリーン（2.7m × 9.5m）、12人用。
FishingSpirits
2016年6月稼働。ラウンドワン限定。平面に大型モニター4枚をつなげた12人用。
超釣りスピリッツ
2016年7月稼働。ナムコ系列店舗用。縦置き大型スクリーン（2.8m × 10m）、12人用。
ナガシマ釣りスピリッツ
2018年12月、ナガシマスパーランド用アトラクションとして稼働。6.7m × 11mの巨大スクリーン、24人用。
白鯨などナガシマスパーランドでしか釣れない大物もいる。
釣りスピちゃお!
2023年10月23日稼働。未就学児向け。2人用。

## Nintendo Switch版

### 釣りスピリッツ Nintendo Switchバージョン
2019年7月25日に『釣りスピリッツ Nintendo Switchバージョン』（つりスピリッツ ニンテンドースイッチバージョン）のタイトルで発売。1人用では左右のJoy-Conをロッドとリールに見立てる。アーケード版を移植した「メダルモード」のほか、1人用ストーリーモードの「ぼうけんモード」、最大4人まで対戦できる「大会モード」を搭載。同年10月1日のアップデート（Ver1.1.2）により携帯モードでの1人プレイも可能になった。
釣り竿とリールのパーツで構成された非公認のJoy-Con用アタッチメントが市販されているが、バンダイナムコエンターテインメントの公式サイトには「他社製のサオ型アタッチメントには対応しておりません」と記述していた。2020年7月21日にはHORI製作の専用Joy-Conアタッチメントが発売された。

### 釣りスピリッツ 釣って遊べる水族館
2022年10月27日に続編の『釣りスピリッツ 釣って遊べる水族館』（つりスピリッツ つってあそべるすいぞくかん）が発売された。
本作の舞台は、水族館を併設したテーマパーク「大漁メダルランド」で、各種ゲームモードはテーマパーク内にあるアトラクションという設定になっている。登場する魚の情報の監修は、幼魚水族館館長の鈴木香里武が行っている。
ソフトの発売日には、Joy-Conに装着して使用するガジェット「サオコン for Nintendo Switch」がバンダイより同時発売された。

#### ゲームモード
以下のゲームモードのうち「釣りスピリッツ+」と「釣りスピパーティー」では、高橋書店の児童書『ざんねんないきもの事典』とのコラボレーションが行われている。
釣りスピ水族館
集めたメダルで「魚登場ガシャ」を回して魚を集めていき水族館の完成を目指すモード。魚を鑑賞することもできる。
釣りスピリッツ+
プレイ人数：1 - 4人
従来の「釣りスピリッツ」を踏襲したモード。新規要素として、大物5匹の連続釣り上げにチャレンジする「黄金郷ビクトリーロード」ステージや、ロッドに応じた魚を召喚して強力な必殺技を放つ「魚召喚」がある。
前作のセーブデータがある場合には、前作の「メダルモード」のマシン開発（様々な要素の解放）の状況を引き継ぐことができる。
オンラインゴッドアングラー選手権
プレイ人数：1 - 4人（オンライン）
最大4人で釣り対決を行うオンライン対戦モード。勝利のスターを集めて「アングラーレベル」を上げ、最高ランクを目指していく。
毒ドク伝説
プレイ人数：1 - 2人
毒化した海を釣りやごみ拾いによって救うというストーリーモード。モード内では海や魚の知識を深める情報が紹介される。
釣りスピパーティー
プレイ人数：1 - 4人（「達人チャレンジ」は1 - 2人）
最大4人でプレイするオフライン対戦モード。前作の6種類を含む全12種類のミニゲームや、様々なルールを設定して対戦する「大会モード」、様々な難易度のCPUと対決する「達人チャレンジ」がある。
サメサメフィーバー
プレイ人数：1 - 4人
メダル落としゲームを行うモード。「サメサメバトル」でサメを釣り上げると大量のメダルを獲得できる。

## 漫画
本作のコミカライズの予告漫画が『月刊コロコロコミック』（小学館）2022年10月号に掲載され、同誌同年11月号と12月号に漫画の前後編を掲載。漫画はむぎわらしんたろうが担当。コミカライズでは「魚や釣りにどんどん興味がわいてくる展開やゲームには収まりきらない超巨大スケールのフィッシングバトル」といった内容が描かれている。前後編は読み切り扱いであったが、2023年1月号より2024年3月号まで連載された。
- むぎわらしんたろう（作）・釣りスピチーム（協力）『釣りスピリッツ』小学館〈てんとう虫コミックス〉、全3巻
  1. 2023年3月28日発売[23][24]、ISBN 978-4-09-143595-8
  2. 2023年9月28日発売[25]、ISBN 978-4-09-143646-7
  3. 2024年4月26日発売[26]、ISBN 978-4-09-143708-2